# George Takimoto
George Takimoto (Lavínia, 2 de abril de 1941) é um político e médico brasileiro, exercendo atualmente o segundo mandato como deputado estadual de Mato Grosso do Sul. Foi vice-prefeito de Dourados, vice-governador e deputado federal.

## Biografia

### Vida pessoal
Natural de Lavínia (SP), filho de Takeo Takimoto e Hanae Takimoto. Formou-se em Ciência da Medicina pela Faculdade da Santa Casa de São Paulo em 1968, especializando-se em seguida nas áreas de Clínica-Geral, Cirurgia-Geral e Geriatria. Mudou-se para Dourados (MS), atendendo como médico da família.
Trabalhou ainda nos hospitais Evangélico e Santa Rita. Com um grupo de colegas, fundou o Hospital São Luiz. É casado com Edite Silva. Em fevereiro de 2013, foi alvo de rumores de que haveria morrido.

### Carreira política
Filiado ao PDS, é eleito vice-prefeito de Dourados em 1982 na chapa de Luiz Antônio Álvares Gonçalves.
Deixou a legenda em 1985 para ser um dos fundadores do PFL no estado. Renunciou à vice-prefeitura no ano seguinte após ser eleito vice-governador na chapa de Marcelo Miranda Soares. Na eleição seguinte, chegou à Câmara dos Deputados. Tentou a reeleição em 1994 e disputou novamente em 1998, mas não conseguiu.
Voltou a se dedicar à medicina até 2000, quando disputou a prefeitura de Dourados pelo PDT, mas perdeu. Em 2010, concorreu para uma vaga de deputado estadual e foi eleito. Foi reeleito em 2014.
Trocou o PDT pelo MDB em março de 2018, para disputar as eleições de outubro à Câmara dos Deputados, mas acabou não sendo eleito.